# Wolfram Wiese
Wolfram Wiese (Münster, 20 d'agost de 1976) va ser un ciclista alemany que fou professional del 2001 al 2007.

## Palmarès
- 2005
  - 1r a la Fletxa del sud i vencedor de 2 etapes
- 2006
  - Vencedor d'una etapa a l'OZ Wielerweekend